# Croton mongue
Espèce
Croton mongue est une espèce de plantes à fleurs du genre Croton et de la famille des Euphorbiaceae présente à l'est de Madagascar.
Il a pour synonymes :
- Croton mongue var. vatambensis, Leandri, 1939
- Monguia cordifolia, Chapel. ex Baill.
- Oxydectes mongue, (Baill.) Kuntze